# Болгар (Спаски район)
Вижте пояснителната страница за други значения на Болгар.
Болгар (на руски: Болгар,на татарски: Болгар), срещано и като Болгари (Болгары), е село в Русия, Република Татарстан, Спаски район. Населението му е 266 души през 2002 година.

## История
Селото е основано през 18 век.

## География
Разположено е на левия (южен в околностите) бряг на река Волга. Граничи на изток с останките от средновековния град Болгар и след него посьолок Приволжкий, а на запад - с днешния едноименен град Болгар.
Население
- 1859 – 1655
- 1897 – 2455
- 1908 – 2835
- 1920 – 2649
- 1926 – 1689
- 1938 – 947
- 1949 – 795
- 1958 – 520
- 1970 – 487
- 1979 – 381
- 1989 – 279
- 2002 – 266

Климат
| Средната дневна температура на въздуха |          |         |        |         |       |         |         |         |      |         |         |        |
| Яну                                    | Фев      | Мар     | Апр    | Май     | Юни   | Юли     | Авг     | Сеп     | Окт  | Ное     | Дек     | Година |
| -10.3 °C                               | -10.4 °C | -5.4 °C | 5.5 °C | 14.3 °C | 19 °C | 20.9 °C | 18.5 °C | 12.8 °C | 5 °C | -3.9 °C | -9.5 °C | 4.7 °C |